# Franco Zanasi
Franco Zanasi es un exvoleibolista italiano. Hermano de Gian Carlo Zanasi.